# 커리 케첩
커리 케첩(curry+ketchup)은 커리 맛이 나는 케첩이다. 토마토 케첩에 커리 향신료를 첨가해 만든 소스로, 네덜란드, 덴마크, 독일, 벨기에에서 즐겨 먹는다. 1949년 헤르타 호이버가 처음 개발했다고 알려져 있다.

## 같이 보기
- 커리부르스트